# 許樹聲
許樹聲（?—?），雲南省昆明縣人，清朝政治人物、進士出身。
光緒三十年，會試第250名；殿試登進士三甲第129名，后分發為知縣。